# Onthophagus anomalicollis
Onthophagus anomalicollis là một loài bọ cánh cứng trong họ Bọ hung (Scarabaeidae).